# Морозов, Игорь Анатольевич (хоккеист)
Игорь Анатольевич Морозов (14 февраля 1961, Москва — 7 января 2004) — советский хоккеист, нападающий. Мастер спорта СССР.

## Биография
Вместе с братом-близнецом Андреем воспитанник СДЮШОР «Динамо» Москва. Вдвоём они дебютировали в высшей лиге 27 апреля 1980 года в домашнем матче против «Трактора» (5:6). Затем играли за «Динамо» Харьков (1980/81, вторая половина сезона-1981/82), «Динамо» Рига (первая половина сезона-1981/82), «Крылья Советов» (1982/83 — 1984/85). После последнего совместного сезона — 1985/86 в «Динамо» Харьков — играл в «Кристалле» Электросталь (1986/87), после чего завершил карьеру.
Вместе с братом чемпион СССР среди юношей и молодежи. Победитель Спартакиады народов СССР 1978. Чемпион мира среди молодёжных команд (1980). Бронзовый призёр чемпионата Европы среди юниоров (1979).